# Pasci Donji
Pasci Donji su naseljeno mjesto u sastavu općine Tuzla, Federacija Bosne i Hercegovine, BiH.

## Povijest
Do 1955. godine zvali su se Pasci Muslimanski (Sl.list NRBIH, 17/55).

## Stanovništvo
| Pasci Donji        |       |       |       |       |
| godina popisa      | 1991. | 1981. | 1971. | 1961. |
| Hrvati             | 97    | 91    | 44    | 60    |
| Srbi               | 18    | 7     |       | 67    |
| Muslimani          | 1078  | 1009  | 1013  | 855   |
| Crnogorci          |       |       |       | 1     |
| Makedonci          |       |       |       | 1     |
| Slovenci           |       |       |       | 1     |
| Jugoslaveni        | 60    | 62    |       | 52    |
| ostali i nepoznato | 7     | 5     | 4     | 1     |
| ukupno             | 1260  | 1174  | 1061  | 1038  |

## Šport
Od 2012. održava se Par Selo Cup.

## Vanjske poveznice
- [neaktivna poveznica] Hrvatski dom. Gradovrh, časopis za književno-jezična, društvena i prirodoznanstvena pitanja, Godište X, rujan 2013. ZEMLJOPISNO-ETNOLOŠKE TEME Danijel Barišić: Geografsko-etnološke karakteristike sela Donji Pasci, str. 237. – 259.